# Oleksandr Usyk
Oleksandr Oleksandrovych Usyk (/ˈʊsik/; OO-sik; tiếng Ukraina: Олекса́ндр Олекса́ндрович У́сик; biệt danh The Cat; sinh ngày 17 tháng 1 năm 1987) là một võ sĩ Quyền Anh chuyên nghiệp người Ukraina. Anh là nhà vô địch thế giới hai hạng cân, hiện là võ sĩ thống nhất đai đang nắm giữ WBA (Super), IBF, WBO và IBO của Quyền Anh hạng nặng (heavyweight) kể từ khi đánh bại Anthony Joshua trong tháng 9 năm 2021; nguyên là nhà vô địch thống nhất hạng bán nặng (cruiserweight) từ năm 2018 đến năm 2019, và cũng là võ sĩ bán nặng đầu tiên giữ cả bốn danh hiệu lớn nhất Quyền Anh thế giới, tức WBA, WBC, WBO và IBF. Với chiến thắng trước Anthony Joshua, Usyk trở thành võ sĩ thứ ba trong lịch sử thống nhất các danh hiệu thế giới hạng bán nặng rồi trở thành nhà vô địch hạng nặng thế giới, cùng với Evander Holyfield và David Haye.
Trong sự nghiệp thời kỳ nghiệp dư, Oleksandr Usyk từng giành Huy chương Vàng Giải vô địch Quyền Anh nghiệp dư thế giới 2011 – hạng nặng, Huy chương Vàng Quyền Anh hạng nặng tại Thế vận hội 2012. Anh chuyển sang thi đấu chuyên nghiệp vào năm 2013 và trở thành nhà vô địch thống nhất bán nặng năm 2018 ở trận đấu chuyên nghiệp thứ 15 của mình. Ba trong số các danh hiệu vô địch của anh đã giành được trong hệ thống tiến trình World Boxing Super Series, trong đó có Muhammad Ali Trophy, cũng như tạp chí The Ring danh hiệu chính thống (lineal) hạng bán nặng. Với những thành tích của mình, anh đã được Sports Illustrated, ESPN, The Ring và Hiệp hội Nhà văn Quyền Anh Hoa Kỳ vinh danh là võ sĩ của năm 2018.
Năm 2018, Oleksandr Usyk trở thành võ sĩ nam thứ tư trong lịch sử giữ đồng thời các đai WBA, WBC, IBF và WBO, sau Jermain Taylor, Bernard Hopkins và Terence Crawford, là nhà vô địch thống nhất người Ukraina đầu tiên. Anh là võ sĩ nổi bật với quá trình tiến bộ khi giành được danh hiệu thế giới đầu tiên trong trận đấu thứ 10 và trở thành nhà vô địch thống nhất hạng bán nặng trong trận đấu thứ 15. Sau khi thống nhất đai, anh đã tạm dừng việc bảo hệ các danh hiệu bán nặng của mình vào năm 2019 để chuyển lên hạng nặng. Tính đến thời điểm đó, trong mười sáu trận đấu, anh đã đánh bại năm nhà vô địch thế giới đương thời hoặc cựu vô địch. Tính đến tháng 10 năm 2021, anh được xếp hạng là võ sĩ Quyền Anh vĩ đại đương đại thứ hai thế giới, tính theo P4P (pound for pound) bởi Bảng xếp hạng Quyền Anh xuyên quốc gia (TBRB), và The Ring, xếp thứ năm toàn hạng cân bởi BoxRec, và thứ hai hạng nặng đương thời thế giới theo BoxRec, ESPN, và TBRB.

## Thời thơ ấu và nghiệp dư
Oleksandr Usyk sinh ra ở Simferopol, Krym, CHXHCN Xô viết Ukraina, Liên Xô vào ngày 17 tháng 1 năm 1987, với bố mẹ là người miền Bắc Ukraina. Mẹ anh là người Chernihiv (làng Rybotyn, Korop Raion),, bố anh là người gốc Sumy. Mẹ anh làm việc trong lĩnh vực xây dựng và chuyển đến Simferopol để học tập. Bố anh là một quân nhân từng hoạt động ở Afghanistan, làm nhân viên bảo vệ ở Krym, hai người gặp nhau ở đó. Cho đến năm 15 tuổi, anh chơi bóng đá và được đào tạo tại Trường Thể thao chuyên biệt SC Tavriya Simferopol của đội dự bị Olympic (học viện bóng đá của câu lạc bộ). Năm 2002, Oleksandr Usyk chuyển sang thi đấu Quyền Anh, tốt nghiệp Đại học Văn hóa Thể chất Lviv State.

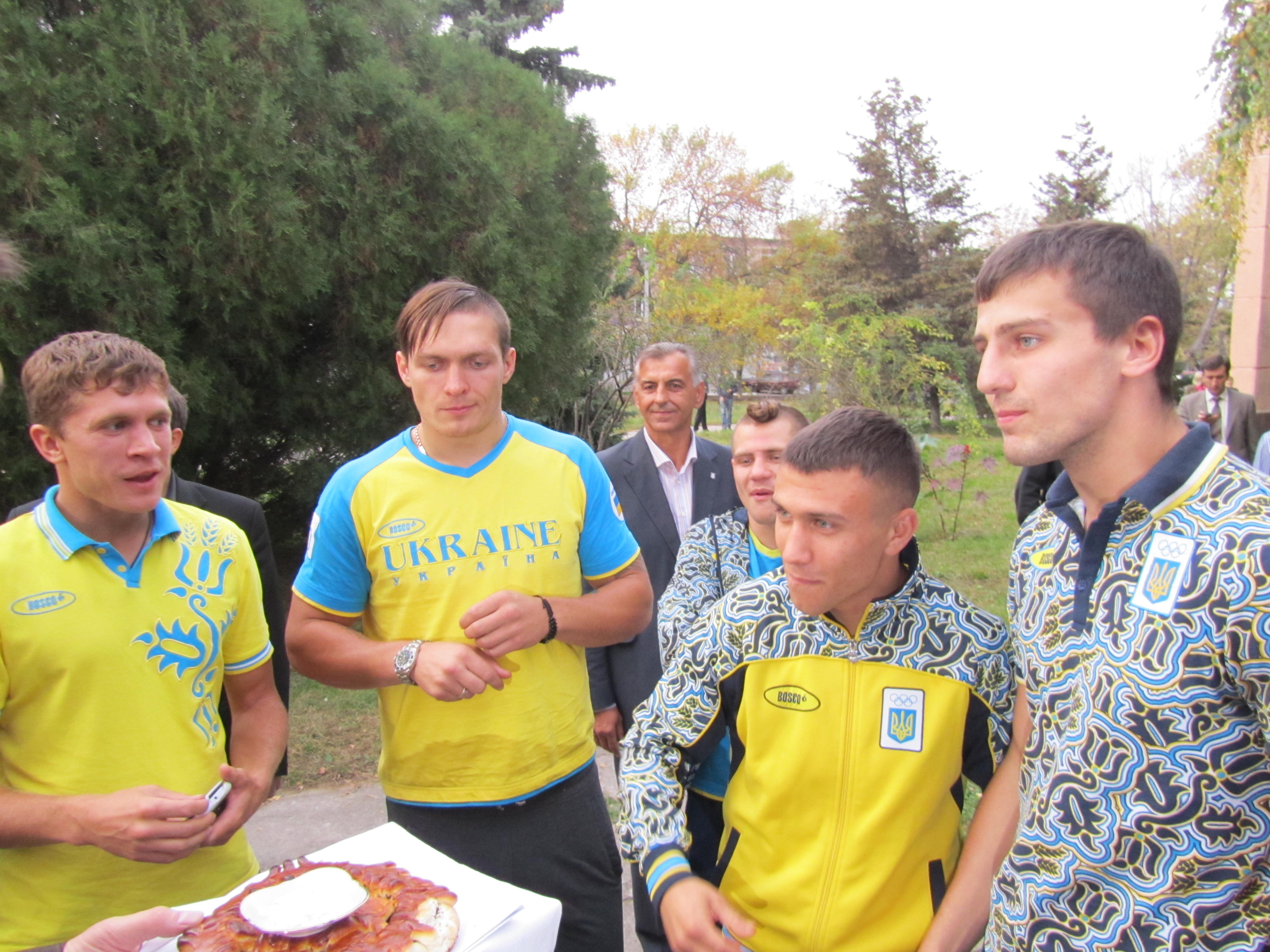
Usyk và các võ sĩ Ukraina năm 2012.

Năm 2006, anh bắt đầu tham gia thi đấu Quyền Anh. Tại Giải vô địch Quyền Anh nghiệp dư châu Âu 2006, anh thắng ba trận đầu tiên nhưng để thua trong trận bán kết trước Matvey Korobov. Sau đó, anh chuyển lên hạng dưới nặng (light heavyweight) sau đó và giành được Cúp Strandja năm 2008. Tháng 2 năm 2008, anh tiếp tục chuyển cân sang một hạng cân khác và được cử tham dự vòng loại Olympic ở Roseto degli Abruzzi thay thế nhà vô địch châu Âu Denys Poyatsyka. Ở đó, anh đã đánh bại võ sĩ cấp thế giới người Azerbaijan Elchin Alizade và Danny Price. Tại Thế vận hội 2008, Oleksandr Usyk đã vượt qua Yushan Nijiati với tỷ số 23–4, nhưng để thua Clemente Russo với tỷ số 4–7 trong trận tứ kết. Anh lui về hạng dưới nặng và giành Huy chương Vàng tại Giải vô địch Quyền Anh nghiệp dư châu Âu 2008, và sau đó lại chuyển lên hạng nặng. Tại Giải vô địch Quyền Anh nghiệp dư thế giới 2011, anh đánh bại Artur Beterbiev và Teymur Mammadov để giành đai hạng nặng và đủ điều kiện tham dự Thế vận hội Mùa hè 2012. Tại Olympic London 2012 ở London, anh đã giành Huy chương Vàng, đánh bại Artur Beterbiev, Tervel Pulev và Clemente Russo của Ý, vượt qua với tỷ số 6–3 trong trận chung kết. Anh từ giã Quyền Anh nghiệp dư với thành tích 335−15. Trước khi chuyển sang thi đấu chuyên nghiệp, anh đã thi đấu ở hạng nặng (91+ kg) của Giải Boxing Thế giới 2012–13 (WSB), với tư cách là một phần của đội Ukraina Otamans, giành chiến thắng cả sáu trận.

## Sự nghiệp chuyên nghiệp

### Giai đoạn đầu

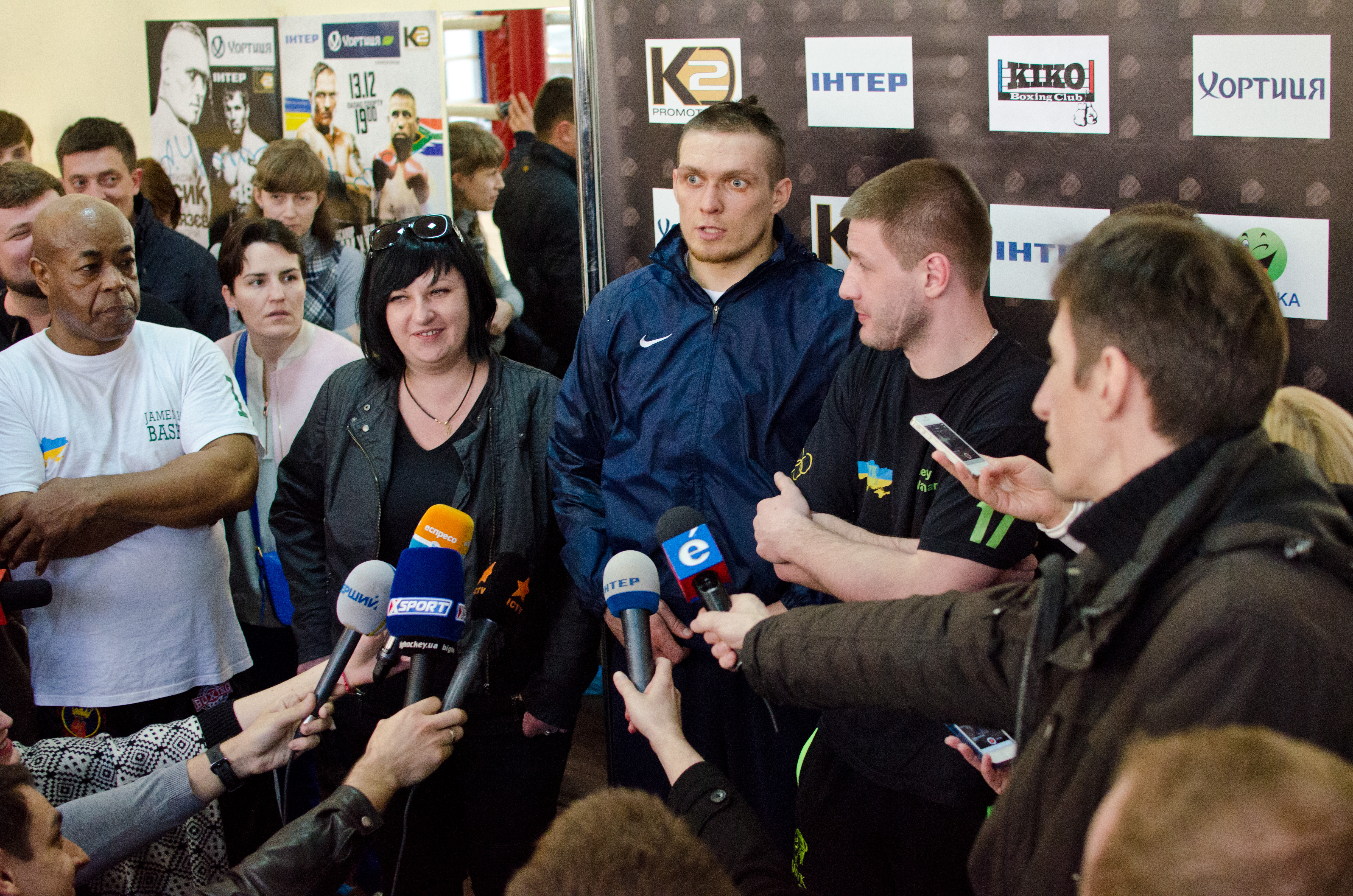
Usyk trả lời phỏng vấn giai đoạn đầu chuyên nghiệp.

Oleksandr Usyk trở thành võ sĩ chuyên nghiệp vào cuối năm 2013 ở tuổi 26 và ký hợp đồng quảng cáo với K2 Promotions của anh em nhà Klitschko, thi đấu ở hạng bán nặng. Vào ngày 9 tháng 11 năm 2013, anh đã có trận ra mắt chuyên nghiệp đầu tiên và đánh bại võ sĩ người México Felipe Romero bằng KO ở hiệp thứ năm. Tháng sau, anh đánh bại Epifanio Mendoza, võ sĩ 38 tuổi trong hiệp thứ tư. Trong trận đấu chuyên nghiệp thứ ba của mình vào ngày 26 tháng 4 năm 2014, anh đã có trận ra mắt tại Đức trong hệ thống trận đấu Klitschko − Leapai tại Koenig Pilsener Arena, đánh bại KO Ben Nsafoah ở hiệp ba. Một tháng sau, anh trở về nhà và giành chiến thắng KO tiếp theo trước Cesar David Crenz, người Argentina.
Ngày 4 tháng 10 năm 2014, Oleksandr Usyk đã giành được danh hiệu đầu tiên của mình sau khi đánh bại võ sĩ người Nam Phi Daniel Bruwer bằng TKO hiệp thứ bảy để giành đai bán nặng WBO Inter-Continental tạm thời. Anh bảo vệ danh hiệu hai tháng sau đó, TKO Danie Venter 35 tuổi ở hiệp thứ chín. Anh đã dẫn trước đối thủ trên cả ba phiếu ghi điểm của ban giám khảo trọng tài ở thời điểm nghỉ giữa giờ. Ngày 18 tháng 4 năm 2015, anh bảo vệ đai khi đối đầu võ sĩ cựu vô địch bán nặng người Nga Andrey Knyazev (11−1, 6 KO) tại Kiev. Sau bảy hiệp đấu một chiều, trọng tài Mickey Vann cuối cùng đã dừng cuộc đấu ở hiệp tám sau khi quyết định Andrey Knyazev thua TKO. Chiến thắng này giúp anh tiếp tục chặng đường giành đai WBO với mục tiêu là đánh bại nhà vô địch Marco Huck.
Vào ngày 29 tháng 8 năm 2015, Oleksandr Usyk đánh bại cựu vô địch hạng dưới nặng Nam Phi Johnny Muller qua TKO hiệp ba tại Sport Palace ở Kiev, đánh bại đối thủ bằng một cú đấm chọc thẳng (cú đấm số 1, jab). Anh đã đánh ngã Muller hai lần trong hiệp ba và mặc dù Muller phản đối, trọng tài vẫn xua tay, tuyên bố kết thúc trận. Anh đã thực hiện trận bảo vệ đai thứ tư và cũng là trận cuối cùng ở tiến trình WBO trước võ sĩ người Cuba Pedro Rodriguez vào ngày 12 tháng 12 tại Sport Palace, giành chiến thắng TKO bằng cú đấm móc (cú đấm số 4, uppercup) ở hiệp bảy trong trận đấu. Chiến thắng này đưa anh lên vị trí số 1 của WBO, giành vị trí tham gia tranh đai thế giới năm 2016.

### WBO bán nặng

#### Usyk v. Głowacki

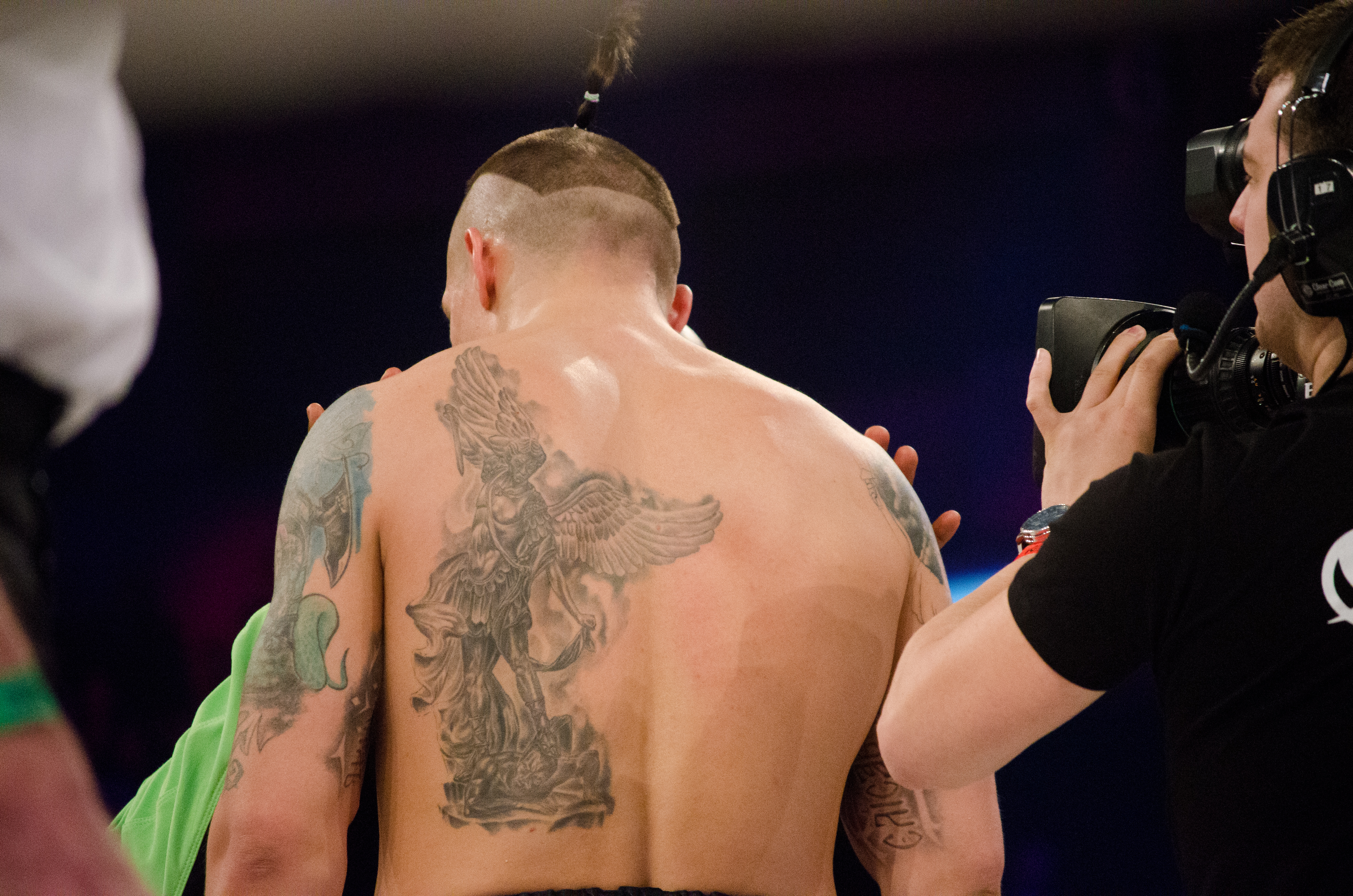
Usyk trong một trận đấu năm 2015 với hình xăm Thiên sứ hộ mệnh Seraph.

Vào tháng 6 năm 2016, đã có thông báo rằng Oleksandr Usyk sẽ thách đấu với võ sĩ người Ba Lan bất bại Krzysztof Głowacki (26−0, 16 KO) để tranh đai hạng bán nặng vào ngày 17 tháng 9, tại Ergo Arena, Gdansk, Ba Lan. Có thông tin cho rằng huấn luyện viên James Ali Bashir của anh muốn chiêu mộ cựu vô địch thế giới Antonio Tarver làm đồng đội đấu tập với khoản tiền lớn. Khi cân trước trận, đối thủ Głowacki nặng 199,3 pound, trong khi anh nhẹ hơn một chút với 198,75 pound. Trận đấu được chiếu trực tiếp trên Sky Sports ở Anh. Trong trận, anh đã vượt qua Głowacki sau một trận đấu kéo dài 12 hiệp với quyết định đồng thuận (unanimous decision) của các giám khảo cho điểm 119–109, 117–111 và 117–111, tất cả đều nghiêng về ông, chính thức giành đai WBO bán nặng. Anh giành đai vô địch này chỉ sau 10 trận đấu chuyên nghiệp. Trận thắng quyết định này cũng chấm dứt chuỗi KO của ông, tuy nhiên anh tiếp tục bất bại với việc thể hiện kỹ thuật xuất sắc các động tác di chuyển đổi chân, tốc độ tay siêu việt và các cú đấm liên hoàn số 1, 2, 3, 4, khiến mắt của Głowacki bị thương sớm từ những hiệp đầu trong trận đấu, gây ra một vết cắt tiếp tục chảy máu trong thời gian còn lại của trận.

#### Usyk v. Mchunu
Oleksandr Usyk thông báo anh sẽ ra mắt tại Mỹ trong trận đấu giữa Bernard Hopkins vs. Joe Smith Jr. vào ngày 17 tháng 12 năm 2016. Cuộc đấu sẽ diễn ra tại Inglewood, California. Vào ngày 11 tháng 11, K2 Promotions thông báo anh sẽ bảo vệ đai WBO của mình trước võ sĩ 28 tuổi người Nam Phi Thabiso Mchunu (17–2, 11 KO). Mchunu trước đó đã thua Ilunga Makabu ở hiệp 11. Trong trận này, các hiệp đầu ban đầu bắt đầu chậm chạp khiến những người hâm mộ có mặt tại đây la ó vì bất bình. Nhịp độ tăng lên sau vài hiệp đầu tiên khi Oleksandr Usyk bắt đầu hạ gục Mchunu bằng những pha phối hợp chính xác, đặc trưng của mình. Anh đánh ngã đối thủ ở hiệp thứ sáu, và đánh ngã một lần nữa ở hiệp thứ chín, khiến trọng tài Lou Moret phải tuyên bố chiến thắng thuộc về ông, bảo vệ đai thành công. Thống kê của CompuBox cho thấy anh đã tung được 163 cú đấm đáp cánh (trúng mục tiêu, landed) trong số 517 cú đấm (32%), trong khi Mchunu chỉ có 76 trong số 278 (27%) cú đấm chính xác. Về truyền thông, trước trận đấu này, anh đã nói về mong muốn được đấu với những nhà vô địch hạng bán nặng khác cũng như đấu với Anthony Joshua ở hạng nặng. Trận đấu này có trung bình 560.000 người xem trên HBO và đây được coi là con số tốt, vì đây là lần ra mắt HBO của ông.

#### Usyk v. Hunter
Usyk, Usyk v. Hunter, 8 tháng 4 năm 2017.
K2 Promotions thông báo rằng Usyk sẽ trở lại HBO để bảo vệ đai WBO của mình vào tháng 4 năm 2017. Ban đầu, anh được lên kế hoạch xuất hiện trên danh mục của chuỗi Golovkin – Jacobs HBO PPV vào tháng 3 tại Madison Square Garden; tuy nhiên, vì Román González và Carlos Cuadras được lên kế hoạch xuất hiện trong các trận đánh riêng và không đấu với nhau, Usyk đã bị rút ra khỏi danh mục.
Vào ngày 12 tháng 2 năm 2017, Usyk thông báo rằng anh đã chia tay huấn luyện viên lâu năm James Ali Bashir và người thay thế là huấn luyện viên Anatoly Lomachenko. Bob Arum thông báo rằng trận đấu của Usyk sẽ là một phần quan trọng trong chuỗi trận bao gồm Vasyl Lomachenko tại MGM National Harbour ở Oxon Hill, Maryland vào ngày 8 tháng 4 năm 2017 đối đấu Michael Hunter (12–0, 8 KO). Usyk nặng 199,4 trong khi Hunter nặng 199 pound. Tại trận này, anh đã giành chiến thắng bằng UD để giữ đai WBO của mình. Về diễn biến, Hunter bất ngờ kiểm soát ba vòng đầu tiên sau cú jab, nhưng Usyk kiểm soát trở lại trận đấu từ hiệp bốn bằng những cú đấm số 3 (left hook) kết nối tốt với di chuyển để giành chiến thắng trong phần lớn các hiệp còn lại. Cả ba giám khảo đều cho điểm nhất trí là 117–110 cho Usyk. Mặc dù phải mất một vài hiệp để kiểm soát trận đấu nhưng Usyk rất vui với màn trình diễn của mình. Theo thống kê về kỹ thuật của CompuBox, Usyk đã tung ra 321 cú đấm chính xác trong tổng số 905 cú đấm, tỷ lệ 36%. Hunter đã thực hiện được 24% cú đấm của mình, 190/794. Trận đấu đã thu hút trung bình 679.000 người xem trên HBO và cao nhất là 774.000 người xem.

### World Boxing Super Series
Vào ngày 1 tháng 7 năm 2015, Oleksandr Usyk thông báo rằng anh sẽ cùng các đồng nghiệp hạng bán nặng như Mairis Briedis, Murat Gassiev, Yuniel Dorticos, Marco Huck và Krzysztof Włodarczyk tham gia giải đấu khung tranh đai 8 người, sẽ bắt đầu vào tháng 9 năm 2017. Anh tuyên bố rằng: "Tôi cảm thấy hạnh phúc và tràn đầy cảm hứng với ý tưởng về một giải đấu như vậy. Tôi đã mơ ước được tập hợp tất cả các nhà vô địch để xem ai là người mạnh nhất và trở thành vị vua không thể tranh cãi của giải đấu." Lễ bốc thăm diễn ra vào ngày 8 tháng 7 tại Monte Carlo. Võ sĩ chiến thắng trong giải đấu sẽ nhận được một giải thưởng lớn bằng tiền và cúp Muhammad Ali.

#### Usyk v. Huck

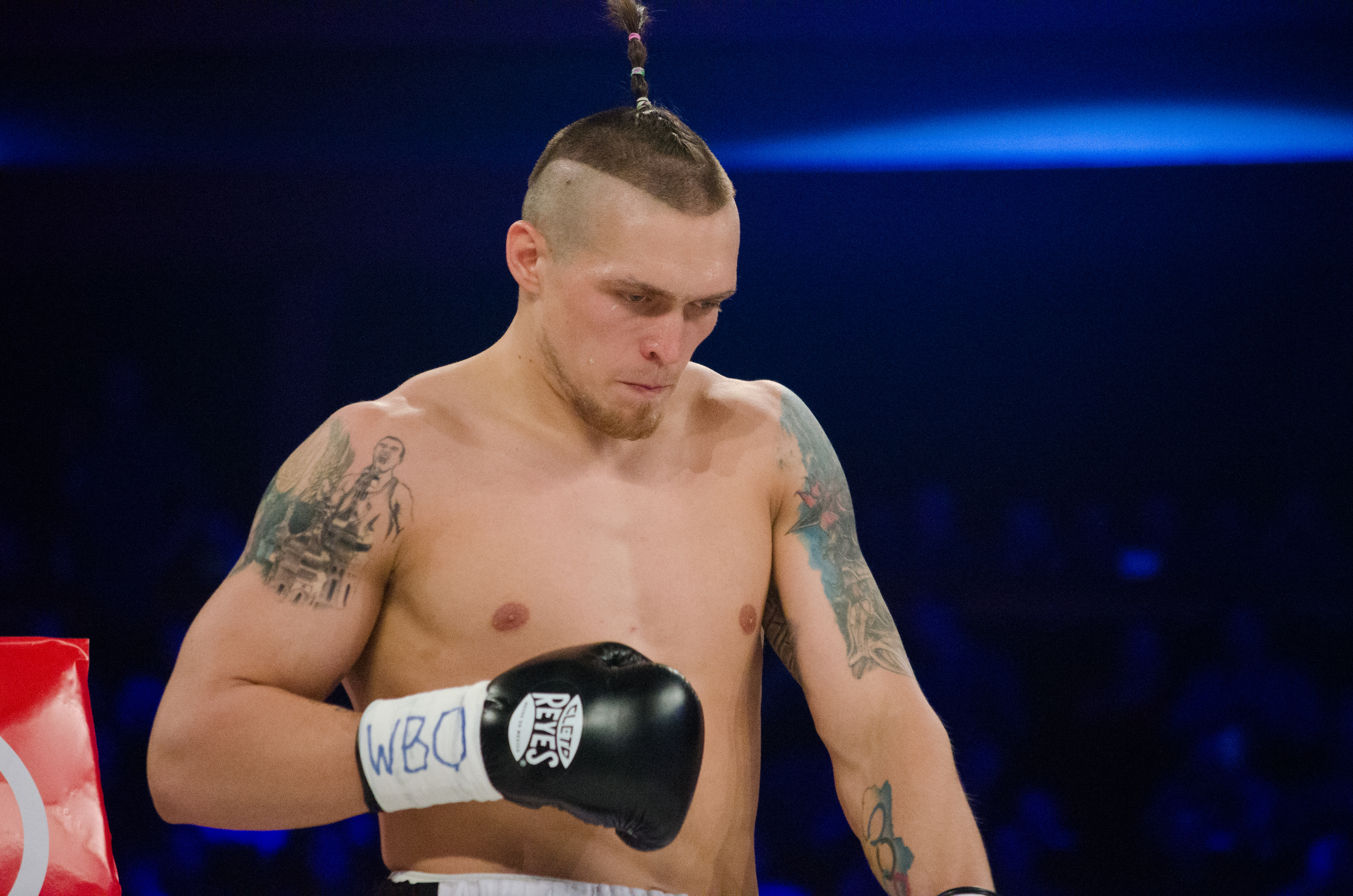
Usyk năm 2015.

Tại Draft Gala, anh là người được chọn đầu tiên, đã chọn đấu với cựu vô địch WBO Marco Huck (40–4–1, 27 KO). Khi được hỏi tại sao lại chọn Huck, anh trả lời rằng: "Vì những người hâm mộ của tôi." Vào ngày 26 tháng 7, thông báo về trận đấu sẽ diễn ra tại Hội trường Max Schmeling ở Berlin vào ngày 9 tháng 9 năm 2017. Đây sẽ là lần thứ hai Usyk thi đấu ở Đức trong sự nghiệp chuyên nghiệp, sau khi đã thi đấu ở đó trong trận đấu chuyên nghiệp thứ ba của mình vào tháng 4 năm 2014. Đây cũng là trận đầu tiên của giải đấu. Vào đêm đấu trận, Usyk đã sử dụng chuỗi kỹ thuật di chuyển và đòn đấm kết hợp để giành chiến thắng TKO. Với màn trình diễn vượt trội của mình, Usyk đã chế nhạo Huck trong suốt trận. Anh đã thực hiện các kỹ thuật phối hợp tấn công toàn diện khiến Huck choáng cho đến khi trọng tài Robert Byrd dừng trận ở hiệp 10. Với chiến thắng này, Usyk tiến vào vòng bán kết của Super Series và đối mặt với người chiến thắng trong trận Mairis Briedis v. Mike Perez.

#### Usyk v. Briedis
Trận bán kết, Usyk đấu với Mairis Briedis (23–0, 18 KO) sau chiến thắng của Briedis trước Perez thông qua quyết định đồng thuận ở trận nhánh đối diện. Vào tháng 11 năm 2017, có thông tin cho rằng trận đấu sẽ diễn ra vào ngày 27 tháng 1 năm 2018 tại Riga, Latvia, một tuần trước khi trận Gassiev vs. Dorticos diễn ra. Trong trận này, với tốc độ kỹ thuật cao, Usyk kiểm soát phần lớn giao đấu bằng những cú đấm jab của mình, gây áp lực khi cần thiết. Bốn hiệp mở màn đã diễn ra rất gay cấn, với việc Usyk phải nhận một cú đấm lực lớn tạo vết cắt trên mắt phải của mình. Từ hiệp 5, Usyk trở nên linh hoạt hơn và nắm quyền kiểm soát trận đấu, mặc dù anh vẫn bị Briedis tung một số cú đấm sở trường vào đầu. Một giám khảo cho điểm trận đấu là 114–114, trong khi hai giám khảo còn lại cho điểm trận đấu 115–113 nghiêng về Usyk, quyết định anh chiến thắng. Sau trận đấu, Usyk nói rằng đây là trận đấu khó khăn nhất trong sự nghiệp của mình. Theo CompuBox Stats, Usyk đã tung chính xác 212 trong số 848 cú đấm (25%) và Briedis chính xác hơn, đạt 195 trong số 579 cú đấm (33,7%). Nhiều võ sĩ và chuyên gia ca ngợi kỹ thuật cao và gay cấn của trận đấu.

### Thống nhất đai vô địch hạng bán nặng

#### Usyk v. Gassiev
Sau khi đánh bại Briedis, trong cuộc họp báo sau trận đấu đã thông báo rằng trận chung kết sẽ diễn ra tại Jeddah, Ả Rập Xê Út vào ngày 11 tháng 5 năm 2018. Tuy nhiên, khi Murat Gassiev (26–0, 19 KO) không nhất trí, Tổng thư ký Liên đoàn Quyền Anh Nga, Umar Kremlev tuyên bố rằng anh sẽ đưa trận chung kết tử Saudi Arabia về Nga vào ngày Quyền Anh Nga, tức 22 tháng 7. Vào ngày 16 tháng 4, có thông tin cho rằng Usyk đã bị chấn thương khuỷu tay trong quá trình luyện tập, đẩy trận chung kết có thể lùi đến tháng 6 hoặc tháng 7 năm 2018. Vào ngày 18 tháng 6, trong một cuộc họp báo, Kremlev thông báo trận chung kết sẽ diễn ra vào ngày 21 tháng 7 tại Sân vận động Olympic, Moskva, Nga. Vào ngày 29 tháng 6, trận chung kết chính thức được xác nhận. Vào ngày phát hành vé, 7.000 vé đã được bán, cả hai võ sĩ đều đạt 198,45 pound ở lần cân.
Trong trận, Usyk nhanh chóng kiểm soát bằng kỹ thuật di chuyển nhanh chóng và sử dụng sở trường jab của mình. Anh đã chặn thành công việc Gassiev sử dụng sức mạnh của mình, khiến Gassiev đã không thực hiện được những cú đấm lực lớn cho đến khi kết thúc hiệp 2. Theo nhiều báo cáo, Usyk vượt trội và kiểm soát Gassiev. Kết quả tuyên bố chiến thắng đồng thuận cho Usyk với phiếu điểm của ban giám khảo là 120–108, 119–109 và 119–109. Người vợ góa của Muhammad Ali, Lonnie Ali, đã trao chiếc cúp cho Usyk. Chiến thắng đã đưa Usyk trở thành nhà vô địch thống nhất hạng bán nặng khi giữ được bốn đai thế giới lớn nhất là WBA, WBC, WBO và IBF. Thống kê cho thấy Usyk chiếm ưu thế trong suốt trận, tung chính xác 252 trong số 939 cú đấm (27%), so với 91/313 cú đấm (29%) của Gassiev. Usyk đã sử dụng kỹ năng điều khiển trận chiến nổi bật của mình để kết thúc trận đấu.

#### Usyk v. Bellew

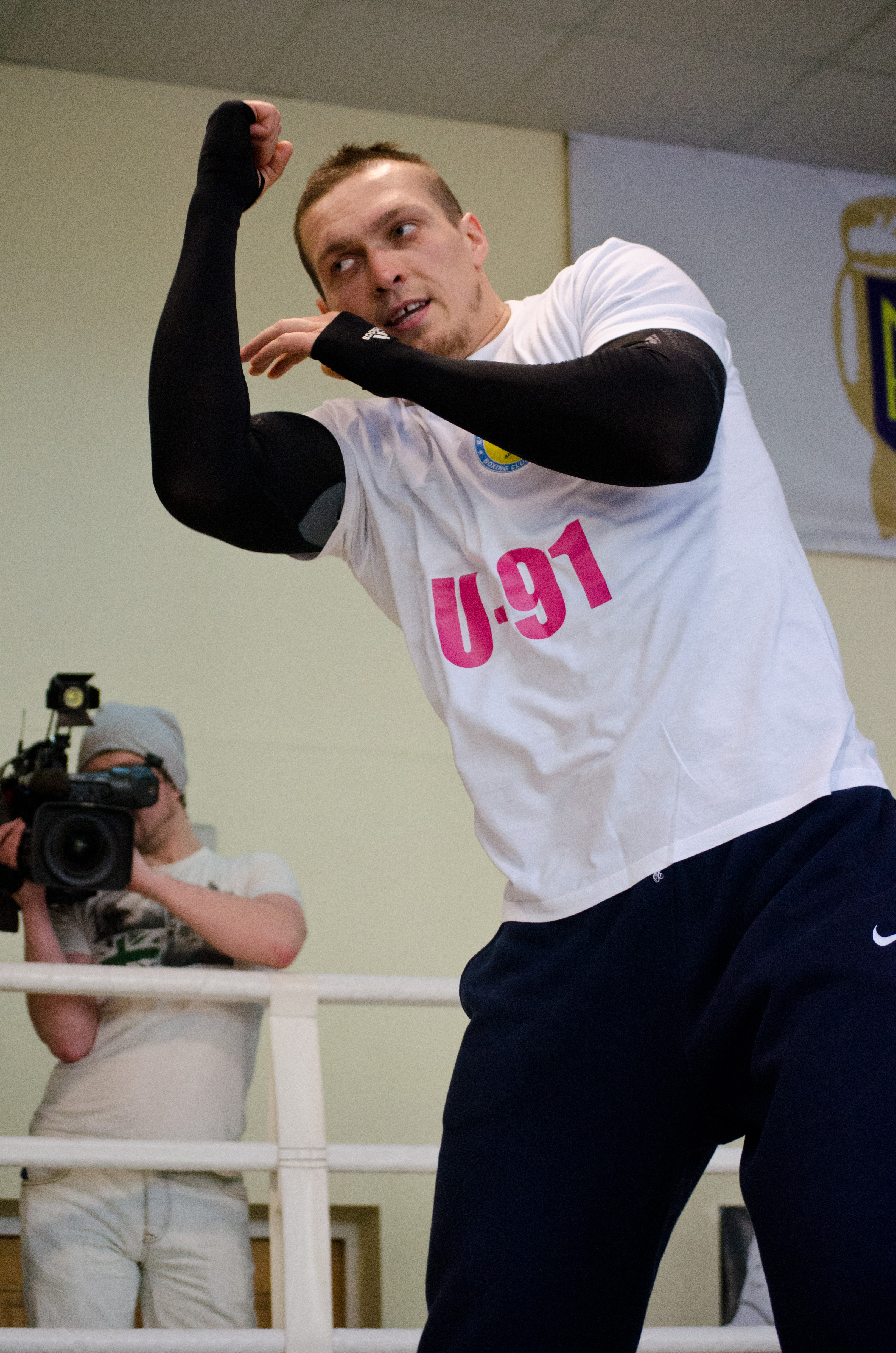
Usyk và đòn số 4: Uppercut.

Sau khi thách thức Tony Bellew (30–2–1, 20 KO) khi giành chiến thắng trong giải đấu, Bellew đã trả lời qua mạng xã hội rằng sẽ chấp nhận tham trận; tuy nhiên, tuyên bố trận đấu sẽ cần phải diễn ra vào năm 2018 và tranh đai thống nhất. Bellew tin rằng một trận đấu ở hạng nặng sẽ không hấp dẫn vì sẽ không thu được nhiều lợi nhuận khi giành chiến thắng. Bellew cũng tuyên bố đây sẽ là trận đấu cuối cùng của mình với tư cách là một võ sĩ chuyên nghiệp. Sau những cuộc gặp gỡ đàm phán giữa người quảng bá của Bellew là Eddie Hearn và Alexander Krassyuk của K2, vào ngày 20 tháng 8, Boxing Scene báo cáo rằng trận đấu có khả năng diễn ra vào ngày 10 tháng 11 năm 2018. Sau đó, K2 Promotions xác nhận ngày diễn ra như báo cáo. Vào ngày 5 tháng 9, WBA thông báo cho Usyk về việc bắt đầu đàm phán với Denis Lebedev (30–2, 22 KO), người giữ đai WBA tạm thời. Vào ngày 7 tháng 9, Usyk đã ký một thỏa thuận với Matchroom Boxing, theo đó các trận của anh được độc quyền phát sóng bởi Sky Sports ở Anh và DAZN ở Mỹ. Một tuần sau khi ký hợp đồng với Matchroom, trận Usyk v. Bellew được thông báo sẽ diễn ra vào ngày 10 tháng 11 tại Manchester Arena, trực tiếp và độc quyền trên Sky Box Office. Trọng tài người Anh giàu kinh nghiệm Terry O'Connor được chỉ định làm trọng tài chính.
Trong trận, Usyk đã kiểm soát hoàn toàn trận đấu và đánh bại KO Bellew ở hiệp 8 để giữ đai thống nhất. Trong hiệp 8, trong một tình huống ép đối thủ ở góc sàn, Usyk tấn công bằng đòn tay trái cực mạnh khiến Bellew phải di chuyển yếu thế, và kết thúc bằng đòn số 3 (left hook). Sau trận, Bellew bày tỏ sự tôn vinh với Usyk và tuyên bố từ giã Quyền Anh. Còn Usyk đã nói rằng 2018 là năm khó khăn nhất trong sự nghiệp của mình, nhưng thành công nhất, tuyên bố rằng cần đặt các mục tiêu trước mặt và tiếp tục hướng tới.

### Chuyển tới hạng nặng
Sau khi đánh bại Bellew, Usyk tuyên bố ý định chuyển sang hạng nặng. Carlos Takam (36–5–1, 28 KO) được công bố là đối thủ của ông, lên lịch vào ngày 25 tháng 5 năm 2019. Vào ngày 7 tháng 5, có thông tin rằng Usyk đã bị chấn thương ở bắp tay. Trận đấu đã được lên lịch lại vào tháng 9, giới thiệu trên DAZN, Mỹ. Vào ngày 22 tháng 8, sau trận đấu Golovkin v. Derevyanchenko, người quảng bá Eddie Hearn đã tiết lộ trong một cuộc phỏng vấn rằng Carlos Takam không tham gia trận đấu. Usyk có quyền lựa chọn thách đấu với người chiến thắng trong trận tái đấu giữa Andy Ruiz Jr và Anthony Joshua cho các đai hạng nặng WBA (Super), IBF, WBO và IBO. Đây là quyền được trao bởi WBO, cho phép Usyk, nhà vô địch thống nhất bán nặng được thách đấu nhà vô địch khác khi chuyển lên hoặc xuống hạng cân.

#### Usyk v. Witherspoon

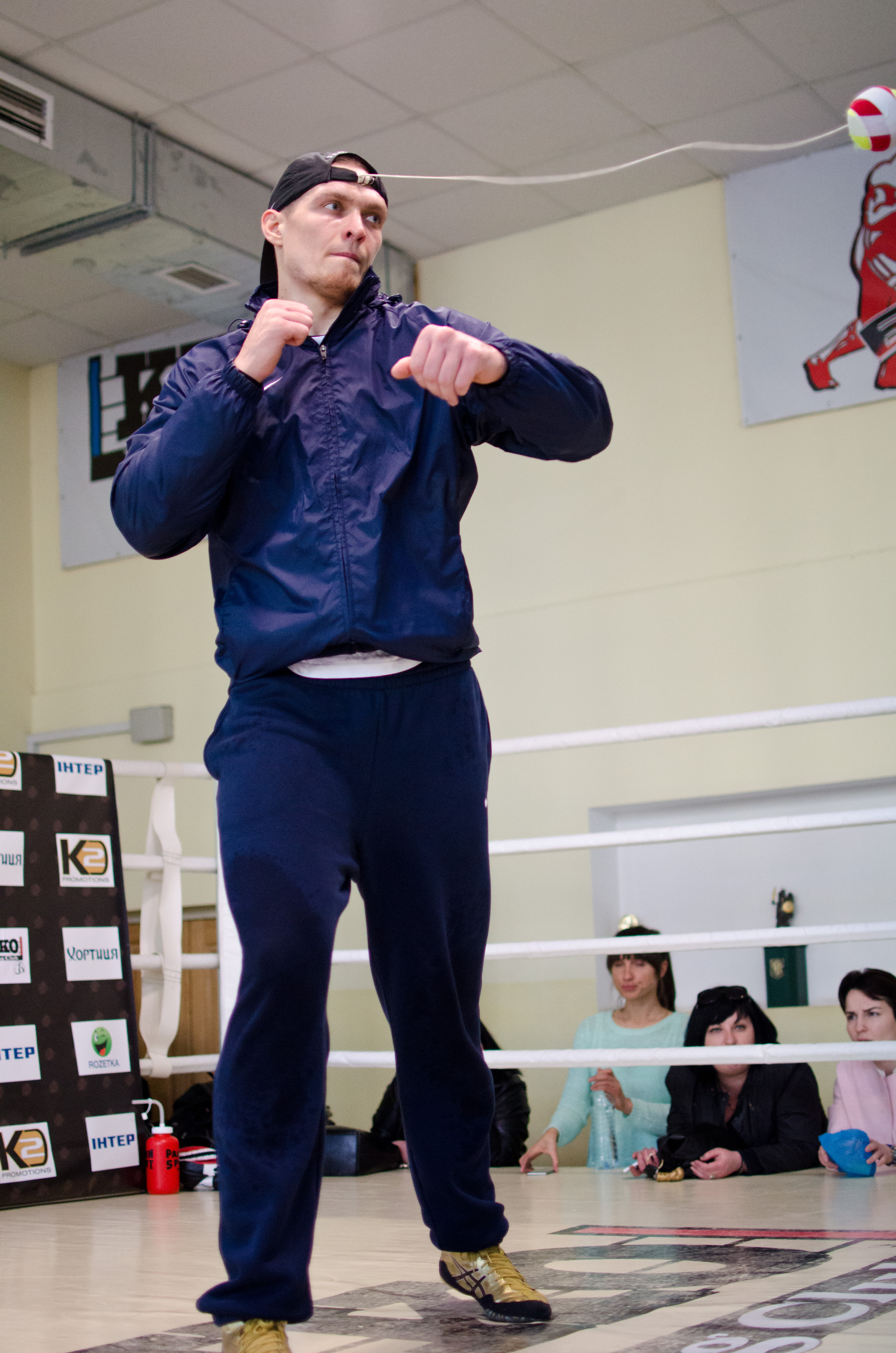
Usyk tập luyện kỹ thuật cơ bản.

Sau khi chuyển hạng, Usyk đã không vội vã thực hiện quyền được WBO trao cho, mà bắt đầu làm quen. Vào tháng 9 năm 2019, trận ra mắt hạng nặng của Usyk được công bố sẽ diễn ra vào ngày 12 tháng 10 năm 2019, tại Wintrust Arena, Chicago, Illinois, đấu với Tyrone Spong (14–0, 13 KO). Vài ngày trước cuộc chiến, Spong có kết quả xét nghiệm dương tính với chất cấm, clomiphene, và trận đấu được dừng. Người thay thế Spong sau đó được công bố là Chazz Witherspoon (38–3, 29 KO). Ở trận này, Usyk thắng trận khi Witherspoon xin thua ở hiệp 7.

#### Usyk v. Chisora
Vào ngày 11 tháng 3 năm 2020, Usyk dự kiến đấu với cựu vô địch thế giới Derek Chisora (32–9, 23 KO) vào ngày 23 tháng 5 năm 2020 tại O2 Stadium, ở London. Nếu thành công, Usyk sẽ tranh đai hạng nặng WBO do Anthony Joshua nắm giữ. Là một phần trong quá trình chuẩn bị cho các trận đấu của mình, Usyk tập luyện đối kháng với cựu vô địch hạng nặng thống nhất Wladimir Klitschko. Trận đấu với Chisora được lùi lại đến ngày 31 tháng 10 năm 2020 do đại dịch COVID-19 và địa điểm được chuyển đến Nhà thi đấu SSE. Trong trận này, Usyk đã sử dụng sức mạnh và thể lực của mình để hạ gục đối thủ và giành chiến thắng bằng quyết định đồng thuận với các điểm số 117–112, 115–113, 115–113. Trong cuộc phỏng vấn sau trận đấu, Usyk nhắc lại mong muốn đấu với Joshua, nói rằng: "Anthony, anh có khỏe không? Tôi đến vì anh, Anthony."

### Thống nhất đai vô địch hạng nặng

#### Usyk v. Joshua
Nhà vô địch hạng nặng Anthony Joshua, đối thủ bắt buộc theo quy định WBO của Usyk đã đàm phán để đấu với nhà vô địch WBC và The Ring bất bại Tyson Fury. Tuy nhiên, Fury vướng vào hợp đồng phải tái chiến với cựu vô địch WBC Deontay Wilder trong trận đấu thứ ba, WBO đã buộc Joshua thỏa thuận đối đầu với Usyk, chuẩn bị cho trận đấu này diễn ra trước ngày 31 tháng 5. Vào ngày 20 tháng 7, một thông báo chính thức đã được đưa ra, xác nhận rằng trận đấu giữa Usyk và Joshua sẽ diễn ra vào ngày 25 tháng 9 tại Sân vận động Tottenham Hotspur. Trong trận này, Usyk tiếp tục thể hiện kỹ thuật tốc độ cao và linh hoạt của mình, đánh bại Joshua trong 12 hiệp để giành chiến thắng bằng quyết định đồng nhất với điểm số 117–112, 116–112 và 115–113, giữ thành tích bất bại của mình.

## Đời tư
Oleksandr Usyk đã kết hôn với Kateryna và có ba con (sinh năm 2009, 2013 và 2015). Gia đình sống ở Kiev, Ukraina. Vợ của Usyk có quốc tịch Nga, Usyk sử dụng tiếng Nga là ngôn ngữ mẹ đẻ. Ngày 28 tháng 4 năm 2014, sau khi Liên bang Nga sáp nhập Krym, Usyk tuyên bố sẽ không bao giờ đổi quốc tịch Ukraina của mình để lấy quốc tịch Nga. Năm 2016, trả lời câu hỏi về Krym, anh nói rằng thường đến thăm gia đình ở bán đảo này; rằng anh không thích nói chuyện chính trị vì thực tế là mọi người thích đưa những từ ngữ ra khỏi ngữ cảnh, rằng ở Nga, anh có nhiều người hâm mộ và không chia rẽ các dân tộc bởi đều là người Slav. Sau đó, bất cứ khi nào nhấn vào câu hỏi, Usyk thường trả lời rằng Krym thuộc về Chúa.

## Thống kê sự nghiệp
| Thống kê Quyền Anh chuyên nghiệp |          |        |
| 19 trận                          | 19 thắng | 0 thua |
| Bằng knockout                    | 13       | 0      |
| Bằng quyết định trọng tài        | 6        | 0      |

| Số | Kết quả | Chỉ số | Đối thủ            | Dạng | Thời gian     | Ngày       | Địa điểm                                 | Ghi chú                                                                                    |
| -- | ------- | ------ | ------------------ | ---- | ------------- | ---------- | ---------------------------------------- | ------------------------------------------------------------------------------------------ |
| 19 | Thắng   | 19–0   | Anthony Joshua     | UD   | 12            | 25/9/2021  | Sân vận động Tottenham Hotspur, Luân Đôn | Giành đai WBA (Super), IBF, WBO, và IBO hạng nặng                                          |
| 18 | Thắng   | 18–0   | Derek Chisora      | UD   | 12            | 31/10/2020 | The SSE Arena, Luân Đôn                  | Giành đai WBO Inter-Continental hạng nặng                                                  |
| 17 | Thắng   | 17–0   | Chazz Witherspoon  | RTD  | 7 (12), 3:00  | 12/10/2019 | Wintrust Arena, Chicago, Illinois        |                                                                                            |
| 16 | Thắng   | 16–0   | Tony Bellew        | KO   | 8 (12), 2:00  | 10/11/2018 | Manchester Arena, Manchester             | Giữ đai WBA (Super), WBC, IBF, WBO, và The Ring hạng bán nặng                              |
| 15 | Thắng   | 15–0   | Murat Gassiev      | UD   | 12            | 21/7/2018  | Olympic Stadium, Moskva                  | Giữ đai WBC, WBO bán nặng; Giành WBA, IBF và The Ring; Chung kết World Boxing Super Series |
| 14 | Thắng   | 14–0   | Mairis Briedis     | MD   | 12            | 27/1/2018  | Arēna Rīga, Riga                         | Giữ đai WBO; Giành đai WBC; Bán kết World Boxing Super Series                              |
| 13 | Thắng   | 13–0   | Marco Huck         | TKO  | 10 (12), 2:12 | 9/9/2017   | Hội trường Max Schmeling, Berlin         | Giữ đai WBO; Tứ kết World Boxing Super Series                                              |
| 12 | Thắng   | 12–0   | Michael Hunter     | UD   | 12            | 8/4/2017   | MGM National Harbor, Oxon Hill, Maryland | Giữ đai WBO bán nặng                                                                       |
| 11 | Thắng   | 11–0   | Thabiso Mchunu     | TKO  | 9 (12), 1:53  | 17/12/2016 | The Forum, Inglewood, California         | Giữ đai WBO bán nặng                                                                       |
| 10 | Thắng   | 10–0   | Krzysztof Głowacki | UD   | 12            | 17/9/2016  | Ergo Arena, Gdańsk                       | Giành đai WBO bán nặng                                                                     |
| 9  | Thắng   | 9–0    | Pedro Rodriguez    | TKO  | 7 (12), 1:57  | 12/12/2015 | Palace of Sports, Kiev                   | Giữ đai WBO Inter-Continental bán nặng                                                     |
| 8  | Thắng   | 8–0    | Johnny Muller      | TKO  | 3 (12), 2:59  | 29/8/2015  | Palace of Sports, Kiev                   | Giữ đai WBO Inter-Continental bán nặng                                                     |
| 7  | Thắng   | 7–0    | Andrey Knyazev     | TKO  | 8 (10), 2:24  | 18/4/2015  | Palace of Sports, Kiev                   | Giữ đai WBO Inter-Continental bán nặng                                                     |
| 6  | Thắng   | 6–0    | Danie Venter       | TKO  | 9 (10), 2:29  | 13/12/2014 | Palace of Sports, Kiev                   | Giữ đai WBO Inter-Continental bán nặng                                                     |
| 5  | Thắng   | 5–0    | Daniel Bruwer      | TKO  | 7 (10), 2:55  | 4/10/2014  | Arena Lviv, Lviv                         | Giành đai Giữ đai WBO Inter-Continental bán nặng tạm thời                                  |
| 4  | Thắng   | 4–0    | Cesar David Crenz  | KO   | 4 (8), 2:19   | 31/5/2014  | Sports Palace, Odessa                    |                                                                                            |
| 3  | Thắng   | 3–0    | Ben Nsafoah        | KO   | 3 (8), 1:43   | 26/4/2014  | König Pilsener Arena, Oberhausen         |                                                                                            |
| 2  | Thắng   | 2–0    | Epifanio Mendoza   | TKO  | 4 (6), 2:10   | 7/12/2013  | Ice Arena TEC Terminal, Brovary          |                                                                                            |
| 1  | Thắng   | 1–0    | Felipe Romero      | TKO  | 5 (6), 1:36   | 11/9/2013  | Palace of Sports, Kiev                   |                                                                                            |